# Campionats del món de ciclisme en ruta de 2013
Els Campionats del món de ciclisme en ruta de 2013 es disputen del 22 al 29 de setembre de 2013 a Florència, Toscana, Itàlia.

## Programa de les proves
El programa de les proves es presentà el 28 de maig de 2013. Segons el director del comitè organitzador, Angelo Zomegnan, « el circuit és un dels més difícils dels darrers anys i donarà lloc a curses espectaculars ». El circuit de les curses en línia fa 16,6 km i supera tres dificultats muntanyoses: la cota de Fiesole, la Via Salvati i el mur de Ponte Rosso. Aquestes curses tindran un sector inicial de 56,2 km sense cap mena de dificultat. Les dones i júniors faran 5 voltes al circuit, els sub-23 7 i els homes 13. Les dones júniors faran 5 voltes al circuit sense el sector inicial.
| diumenge 22 de setembre - 10.00h : Dones - Per equips UCI : 42.8 km - 14.00h : Homes - Per equips UCI : 56,8 km dilluns 23 de setembre - 10.00h : Dones - Júniors : 14.5 km - 14.00h : Homes - sub-23 : 42.8 km dimarts 24 de setembre - 10.00h : Homes - Júniors : 25.3 km - 14.00h : Dones - Elit : 25.3 km dimecres 25 de setembre - 13.15h : Homes - Elit : 56,8 km | divendres 27 de setembre - 9.00h : Dones - Juniors : 82.8 km - 13.00h : Homes - sub-23 : 172.8 km dissabte 28 de setembre - 9.00h : Homes - Júniors: 139.7 km - 14.00h : Dones - Elit: 139.7 km diumenge 29 de setembre - 10.00h : Homes - Elit: 272.3 km |

## Resultats
|                                             | Or | Or            | Argent | Argent      | Bronze | Bronze      |
| Proves masculines professionals             | |               | |             | |             |
| Cursa en línia masculina detalls            | Rui Costa (POR) | 7h 25' 44"    | Joaquim Rodríguez (CAT) | m. t.       | Alejandro Valverde (ESP) | + 15"       |
| Contrarellotge masculina detalls            | Tony Martin (GER) | 1h 05' 36,65" | Bradley Wiggins (GBR) | + 46,09"    | Fabian Cancellara (SUI) | + 48.34"    |
| Contrarellotge per equips masculins detalls | Omega Pharma-Quick Step | 1h 04' 16,81" | Orica-GreenEDGE | + 0.81"     | Team Sky | + 22.55"    |
| Contrarellotge per equips masculins detalls | Sylvain Chavanel (FRA) · Michał Kwiatkowski (POL) · Tony Martin (GER) · Niki Terpstra (NED) · Kristof Vandewalle (BEL) · Peter Velits (SVK) | 1h 04' 16,81" | Luke Durbridge (AUS) · Michael Hepburn (AUS) · Daryl Impey (RSA) · Brett Lancaster (AUS) · Jens Mouris (NED) · Svein Tuft (CAN)                       | + 0.81"     | Edvald Boasson Hagen (NOR) · Chris Froome (GBR) · Vassil Kirienka (BLR) · Richie Porte (AUS) · Kanstantsín Siutsou (BLR) · Geraint Thomas (GBR) | + 22.55"    |
| Proves femenines                            | |               | |             | |             |
| Cursa en línia femenina detalls             | Marianne Vos (NED) | 3h 44' 00"    | Emma Johansson (SWE) | + 15"       | Rossella Ratto (ITA) | + 15"       |
| Contrarellotge femenina detalls             | Ellen van Dijk (NED) | 27' 48.18"    | Linda Villumsen (NZL) | + 24.10"    | Carmen Small (EUA) | + 28.74"    |
| Contrarellotge per equips femenins detalls  | Team Specialized–lululemon | 51' 10.69"    | Rabobank-Liv/giant | + 1' 11.09" | Orica-AIS | + 1' 33.83" |
| Contrarellotge per equips femenins detalls  | Lisa Brennauer (GER) · Katie Colclough (GBR) · Carmen Small (EUA) · Evelyn Stevens (EUA) · Ellen van Dijk (NED) · Trixi Worrack (GER)       | 51' 10.69"    | Lucinda Brand (NED) · Thalita de Jong (NED) · Pauline Ferrand-Prevot (FRA) · Roxane Knetemann (NED) · Annemiek van Vleuten (NED) · Marianne Vos (NED) | + 1' 11.09" | Annette Edmondson (AUS) · Shara Gillow (AUS) · Loes Gunnewijk (NED) · Melissa Hoskins (AUS) · Emma Johansson (SWE) · Amanda Spratt (AUS)        | + 1' 33.83" |
| Proves masculines sub-23                    | |               | |             | |             |
| Cursa en línia masculina sub-23 detalls     | Matej Mohorič (SLO) | 4h 20' 18"    | Louis Meintjes (RSA) | + 3"        | Sondre Holst Enger (NOR) | + 10"       |
| Contrarellotge masculina sub-23 detalls     | Damien Howson (AUS) | 49' 49.97"    | Yoann Paillot (FRA) | + 57.11"    | Lasse Norman Hansen (DEN) | + 1' 10.13" |
| Proves masculines júniors                   | |               | |             | |             |
| Cursa en línia masculina júnior detalls     | Mathieu van der Poel (NED) | 3h 33' 14"    | Mads Pedersen (DEN) | + 3"        | Iltjan Nika (ALB) | + 3"        |
| Contrarellotge masculina júnior detalls     | Igor Decraene (BEL) | 26' 56,83"    | Mathias Krigbaum (DEN) | + 8.66"     | Zeke Mostov (EUA) | + 20.97"    |
| Proves femenines júniors                    | |               | |             | |             |
| Cursa en línia femenina júnior detalls      | Amalie Dideriksen (DEN) | 2h 32' 23"    | Anastasiia Iakovenko (RUS) | m. t.       | Olena Demydova (UKR) | + 3"        |
| Contrarellotge femenina júnior detalls      | Séverine Eraud (FRA) | 22' 42.63"    | Alexandria Nicholls (AUS) | + 2.69"     | Alexandra Manly (AUS) | + 8.17"     |

## Medaller
| Posició | País          | Or | Plata | Bronze | Total |
| 1       | Països Baixos | 3  | 1     | 0      | 4     |
| 2       | Bèlgica       | 2  | 0     | 0      | 2     |
| 3       | Austràlia     | 1  | 2     | 2      | 5     |
| 4       | Dinamarca     | 1  | 2     | 1      | 4     |
| 5       | França        | 1  | 1     | 0      | 2     |
| 6       | Estats Units  | 1  | 0     | 2      | 3     |
| 7       | Alemanya      | 1  | 0     | 0      | 1     |
| 7       | Portugal      | 1  | 0     | 0      | 1     |
| 7       | Eslovènia     | 1  | 0     | 0      | 1     |
| 10      | Regne Unit    | 0  | 1     | 1      | 2     |
| 10      | Espanya       | 0  | 1     | 1      | 2     |
| 12      | Nova Zelanda  | 0  | 1     | 0      | 1     |
| 12      | Rússia        | 0  | 1     | 0      | 1     |
| 12      | Sud-àfrica    | 0  | 1     | 0      | 1     |
| 12      | Suècia        | 0  | 1     | 0      | 1     |
| 16      | Albània       | 0  | 0     | 1      | 1     |
| 16      | Itàlia        | 0  | 0     | 1      | 1     |
| 16      | Noruega       | 0  | 0     | 1      | 1     |
| 16      | Suïssa        | 0  | 0     | 1      | 1     |
| 16      | Ucraïna       | 0  | 0     | 1      | 1     |
| Total   | Total         | 12 | 12    | 12     | 36    |

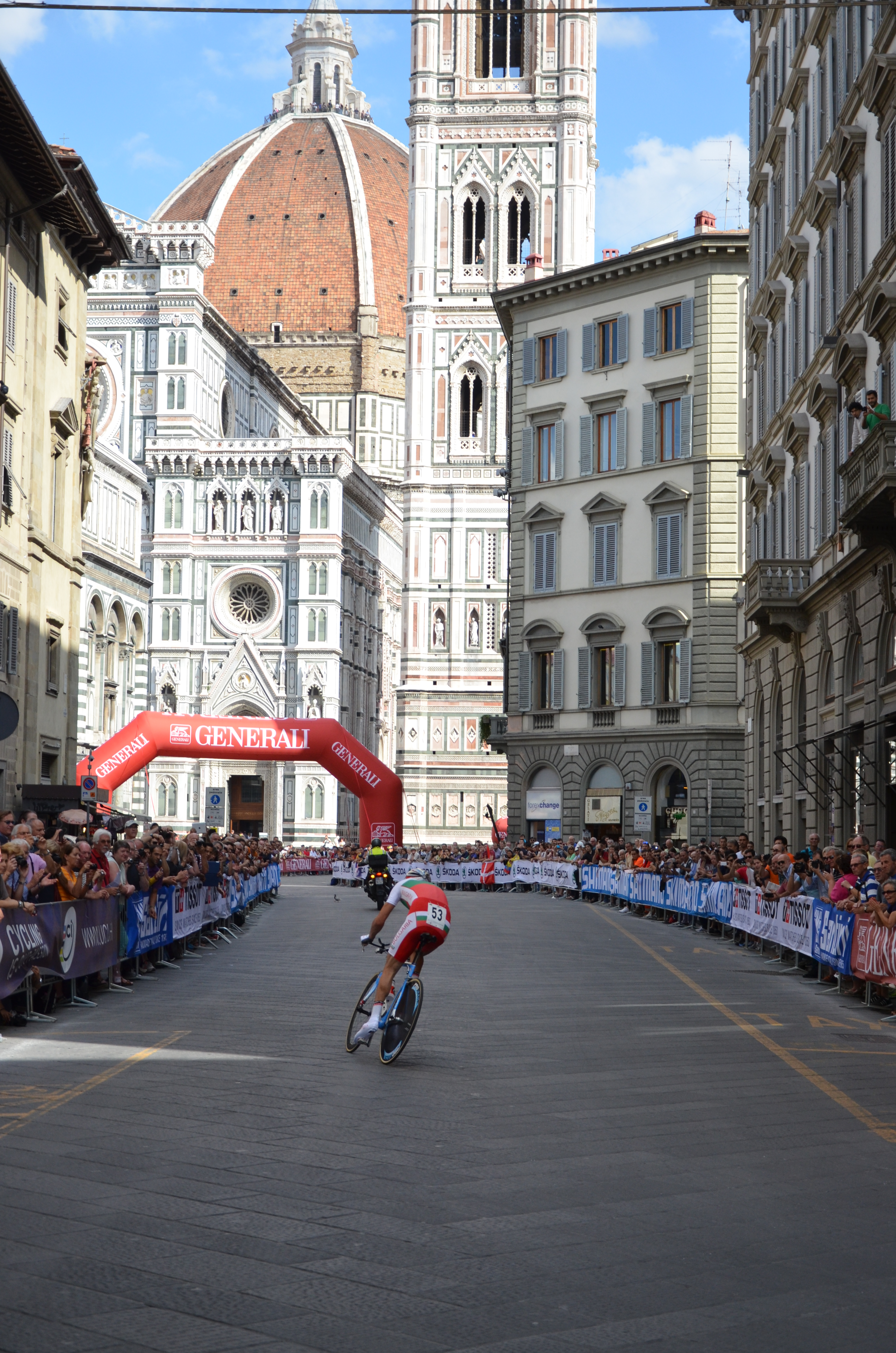
Campionats del món de ciclisme en ruta de 2013

Les contrarellotges per equip han estat adjudicades al país sota el qual es troba registrat a l'UCI.